# محمد بن الحسن بن مخلوف
محمد بن الحسن بن مخلوف بن مسعود المزيلي الراشدي يلقب بسيدي محمد أبركان وأحيانا بـ "أحمد أبركان" وبالأمازيغية اليزناسنية"سيدي محند أبركان" توفي سنة 868 هـ (1463م) وله ضريح بمدينة بركان شمال شرق المغرب (أنظر جانب الصور).

## حياته

### إسمه الكامل
سيدي محمد بن الحسن بن مخلوف بن مسعود بن سعد المزيلي الراشدي، الملقب بأبي عبد الله، والشهير بأبركان ومعنى أبركان باللغة الأمازيغية اليزناسنية تعني الأسمر أو الأسوَد. لكن الباحث عبد الله لحسايني يقول أن السواد قد يشير لوحم أسود بسبب وجود هذا الطابع بشكل وراثي في الذرية المنسوبة إليه في بني يزناسن.

### ألقابه
العلَّامة والفقيه المالكي المُحدِّث هو المحدث الفقيه الرحالة العالم الحافظ ابي عبد الله وهو الفقيه المحدث الامام الحافظ

## شيوخه
أخد محمد أبركان العلم على شيوخ عدة وهم:
- والده الحسن بن مخلوف الراشدي المشهور بأبركان أيضا. لكن الباحث عبد الله لحسايني ينفي أي ذكر للحسن ضمن شيوخ محمد أبركان.[3]
- وعن الشيخ أبو عبد الله محمد بن احمد بن الخطيب محمد بن مرزوق الملقب بابن مرزوق الحفيد
- أبو القاسم محمد البرزلي المالكي أبو القاسم بن أحمد بن محمد البَلَوِي القيرواني، المعروف بالبرزلي: أحد أئمة المالكية في المغرب، سكن تونس، وانتهت إليه الفتوى فيها.
- شمس الدين البساطي شارح مختصر خليل قاضي قضاة المذهب المالكي في الديار المصرية.[2]

## مؤلفاته
- غنية الوسطى والغنية شرح الشفا وبغية اهل الصفا [4]

- التصريح في شرح قصيدة كثير وابن ذريح وهو شرح ديوان كثيٌر عزة [4] نسبه له بعد التحقيق الباحث عبدالله لحسايني,

- ثلاثة شروح على الشفا اكبرها في مجلين سماه الغنية  ذكرها الشريف التلمساني في طالع شرحه
- رجال ابن الحاجب أو تعليق على ابن الحاجب أو الثاقب في لغة ابن الحاجب[4]

ثلاثة كتب في مجلد واحد وهي:
- المشرع المهنا «المهيا» في ضبط رجال الموطا
- الزند الواري في ضبط رجال البخاري[2]
- المبهم في ضبط رجال مسلم[2]

وقد أضاف الباحث عبد الله لحسايني كتابا جديدا لمحمد بن الحسن يعنى فيه بشروح أو «نقد» الديوان الشعري للشاعر «كثير عزة» وذلك في تحليل توثيقي قارن فيه مخطوطات عربية تعود للقرن العاشر الهجري.

## محمد أبركان في الكتب الفقهية
من جملة من ذكروا محمد أبركان، صاحب مُعجَمُ أعلام الجزائِر مِن صَدر الإسلام حَتّى العَصر الحَاضِر حيث قال عنه أنه: فقيه مالكي، مُحَدّث. وزاد عن مؤلفاته المعروفة كتاب «الثاقب في لغة ابن الحاجب» وثلاثة شروح على الشفا أكبرها في مجلدين سماها «الغنية»
كما عرّفه الزركلي صاحب الأعلام وأورد أن مؤلفه «الغُنية» هو ثلاث شروح لكتاب الشفا في حقوق المصطفى، وقال بأنه على مجلديْن.أما صاحب كتاب الحدود الكلامية والفقهية فقد عدَّ لأبركان كتابا يدعى بـ «شرح الألفاظ اللغوية المستعملة في الفقه» وقال بأنه مخطوط متآكل بخزانة أزاريف بسوس وبخط مغربي رديء وغير مقروء.
أما سلافة الصفا في تراجم رجال الشفا فقد أورد ضمن شارحي كتاب الشفا السابق ذكره، محمد بن الحسن بن مخلوف الراشدي. وقد ذُكر أيضا في كتاب نظام الأحباس بفجيج في العصرين السعدي والعلوي
وفي فهرس ما لم يفهرس من المخطوطات العربية في الخزانات الخاصة بالمملكة المغربية ذُكر بأن أحد مخطوطات العلامة محمد أبركان يوجد بأزاريف، وحسب ما رأينا في مصدر سابق سيتعلق الأمر بمخطوط " «شرح الألفاظ اللغوية المستعملة في الفقه»  

## لماذا استوطن منطقة بركان؟
يذكر الباحث عبدالله لحسايني في كتابه «مخطوطات سيدي محمد أبركان» أن غياب أي ذكر لمحمد أبركان في ترجمات أبيه، أي الحسن أبركان رغم أنهما شهيران في الكتب الفقهية، يوحي بحل لمسألة تواجده بالمنطقة الغربية من جهة تلمسان - أي ببني يزناسن. فبخلاف الابن البكر للحسن أبركان والمسمى علي، ربما التحق سيدي محمد بعائلة له كانت قد انتقلت قديما من جبل راشد إلى بني منگوش  ببني يزناسن ليكوّن أسرة ضمن عائلة أكبر. 
ويخلص الباحث عبدالله لحسايني أنه ان لقب محمد أبركان الرحالة، وقد سافر شرقا للعلم الديني وأن هذا يتواءم مع وجوده ببتلمسان الجزائر . لكن ما يستفاد من كون الراشديين يتواجدون منذ مدة طويلة ببني محفوظ ضواحي الرگادة ببركان ويتعارف عنهم بالتواتر انتماءهم له، أن الولي استقر فعلا استقرارا المقيم، وكان له ذرية فعلا حيث يلقب بأبي عبد الله. وقد وافته المنية بالمنطقة. فوجودهم يؤكد صحة رواية دفنه ببركان. ووجوده يدلل على مجيئهم السابق ضمن رحلات معتادة للزناتيين نحو بني يزناسن حسب ما يذهب إليه الباحث لحسايني.
«لكل هذا نحن نرجح الطابع العائلي لرحلة سيدي محمد أبركان لبني يزناسن على الطابع الدراسي الفقهي، مع عدم تعارض الهدفين.» يقول نفس الباحث -عبد الله لحسايني-.
ويبقي لحسايني التساؤل اللغز منصبا حول سبب تواجد ضريحه في مكان خطر بجانب الوادي الذي يهدد بالفيضان دون سابق إنذار. هل فعلا توفي بالمكان نفسه؟ أم كان مقاما معروفا به يختلي فيه أو مسجدا يلقي فيه دروسه؟ 

## كتب تحدثت عن محمد بن الحسن أبركان
الاصدارات التي تحدثت عن سيرة وحياة محمد بن الحسن أبركان والملقب ب «سيدي محمد أبركان» هي:
- كتاب «مخطوطات سيدي محمد أبركان رقم 1» للباحث عبد الله لحسايني طبعة سنة 2015 وضم تقديما عن الشخصية المترجمة وابرز مؤلفاته.
- الطبعة الثانية للكتاب «مخطوطات سيدي محمد أبركان رقم 1» للباحث عبد الله لحسايني طبعة سنة 2018 وتم فيها تحقيق المخطوط الأول لمحمد بن الحسن ويتعلق الأمر بمخطوط «المشرع المهنا» المهيا«في ضبط رجال الموطا».
- كتاب «سيدي محند أبركان السيرة الغامضة» وهو كتاب ينسب معطيات جديدة تتعلق بحياة ومؤلفات محمد بن الحسن..
- بنو يزناسن القصة الكاملة للباحث عبد الله لحسايني وهو يتحدث عن تاريخ القبائل اليزناسنية ككل ويدرج فقرة يتحدث عن سيدي محمد ابركان.